# 菅野純
菅野 純（かんの じゅん、1950年 - ）は、日本の心理学者。専門は学校カウンセリング。早稲田大学名誉教授。

## 経歴
- 宮城県仙台市生まれ。宮城県仙台第一高等学校卒業。
- 早稲田大学第一文学部心理学専修卒業、同大学院文学研究科心理学専攻修士課程修了。
- 1973年より14年間、東京都八王子市教育センター教育相談員・主任教育相談員。早稲田大学人間科学部専任講師、同大学助教授を経て、人間科学学術院教授（～2015年3月）。
- 心理検査『KJQ調査』（菅野純グループ編|実務教育出版）の開発者である。
- 日本経済新聞のコラムに連載していたことがある。また、『月刊言語』8月号（大修館書店、2004年）の巻頭エッセイが文藝春秋のベストエッセイに選ばれ、『’05年版ベスト・エッセイ集　片手の音』（文藝春秋、2006年）に収録される。
- 政治家の塩川正十郎との対談が、『日本の心　塩川正十郎対談集』（日本武道館、2006年）に収録されている。
- 朝日新聞『天声人語』（2007年9月7日朝刊）に著書が紹介されている。

## 著書

### 単著
- 『子どもの見える行動・見えない行動』（瀝々社、1990年）ISBN 494760316X
- 『心の声、聞こえていますか』（瀝々社、1992年）ISBN 4947603178
- 『教師のためのカウンセリングゼミナール』（実務教育出版、1995年）ISBN 4788960737
- 『いじめ: 子どもの心に近づく』（丸善<丸善ブックス>、1996年）ISBN 4621060562
- 『教師のためのカウンセリングワークブック』（金子書房、2001年）ISBN 4760822941
- 『武道: 子どもの心をはぐくむ』（日本武道館、2001年）ISBN 4583036485
- 『子どものこころを育てる「ひとこと」探し』（ほんの森出版、2002年）ISBN 4938874326
- 『反省的家族論: カウンセラーが語る「私」の原体験』（実務教育出版、2003年）ISBN 4788914417
- 『子どもの問題と「いまできること」探し』（ほんの森出版、2005年）ISBN 4938874490
- 『教師のためのカウンセリング実践講座』（金子書房、2007年）ISBN 4760823352
- 『不登校: 予防と支援Q&A70』（明治図書出版、2008年）ISBN 4181488101
- 『教師の心のスイッチ: 心のエネルギーを補給するために』（ほんの森出版、2009年）ISBN 4938874660
- 『わが子の「やる気スイッチ」はいつ入る？』（主婦の友社、2009年）ISBN 4072669792
- 『続　わが子の「やる気スイッチ」はいつ入る？　わが子のスイッチオンを見るために親ができること』（主婦の友社、2013年）ISBN 4072870595
- 『発達の障害のある子に向き合う　放課後の「夜の学校」』（2020年）［私家版］
- 『カウンセラーのクローゼットには』（百足舎、2022年）［私家版］

### 編著
- 『学級崩壊と逸脱行動』（開隆堂出版、2003年）ISBN 4304040960
- 『問題行動へのアプローチ』（開隆堂出版、2003年）ISBN 4304041002
- 『現代のエスプリ 471: 教師のための学校カウンセリング学・小学校編』（至文堂、2006年）ISBN 4784354719
- 『KJQマトリックスガイドブック よりよい学級・クラス経営のための実践サポート集』（実務教育出版、2012年）

### 共編著
- （坂野雄二・佐藤正二・佐藤容子）『ベーシック現代心理学8: 臨床心理学』（有斐閣、1996年）ISBN 4641086087
- （春木豊）『子どもをとりまく生活環境』（開隆堂出版、2003年）ISBN 4304040839
- （桂川泰典）『いじめ予防と対応Q&A73』（明治図書出版、2012年）ISBN 4181489299
- （嶋田洋徳・坂井秀敏・山﨑茂雄）『人間関係スキルアップ・ワークシート－ストレスマネジメント教育で不登校生徒も変わった！』（学事出版、2010年）ISBN 4761917326

### 監修
- （菅野恵・藤井靖）『公認心理師必携 スクールカウンセリングの「困った」を解決するヒント』（大修館書店、2019年）ISBN 4469268550
- （あらいぴよろ）『子どもが学校に行きたくないと言ったら読む本』（主婦の友社、2020年）ISBN 9784074414833